# Настоятель

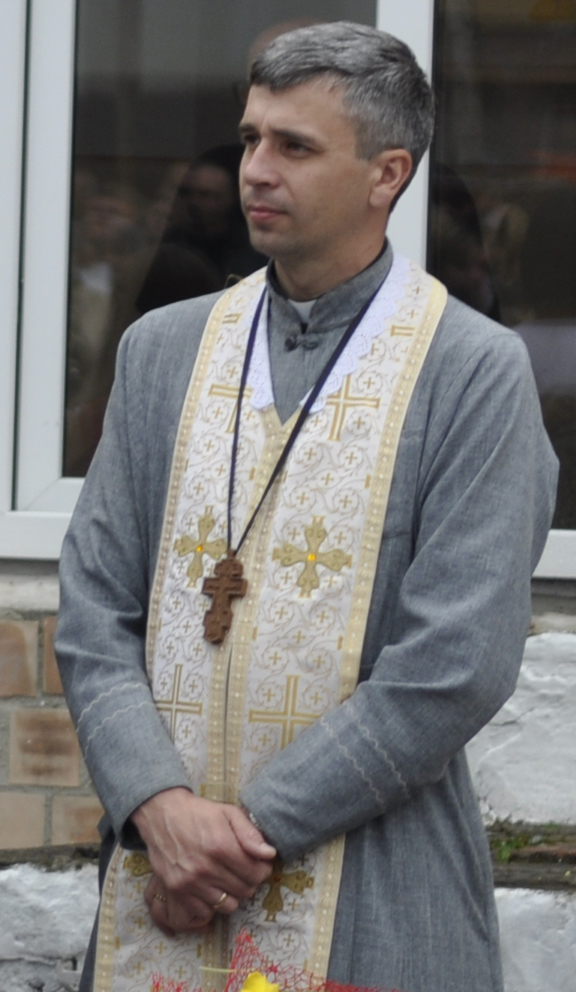
Настоятель православного храму.

Настоя́тель (староцерк.-слов. настоꙗтєль, калька з грец. ἐφεστώς, утвореного від ἐπί (ἐφ) — «на» + στάσις — «розстановка», «встановлювання») — голова храму або монастиря. У християнстві — клірик, який очолює парафію або монастир. У православній церкві настоятель призначається єпархіальним архієреєм для духовної опіки віруючих та керування причтом і парафією. У своїй діяльності настоятель підзвітний єпархіальному архієрею. Настоятель жіночого монастиря називається настоятелькою або старшою матір'ю.

## Настоятель храму
Настоятель храму, діал. па́рох (від лат. parochus < грец. παροικία — «парафія») — у традиційних церквах — парафіяльний священник, головний священник церкви, духовний батько парафії.

### Відповідальність
Настоятель відповідає:
- за правильне, згідне з Церковним Уставом, звершення богослужінь,
- за церковну проповідь, релігійно-моральний стан та відповідне виховання парафіян.

### Обов'язки
Настоятель повинен добросовісно виконувати всі богослужбові, пастирські та адміністративні обов'язки, визначені його посадою, згідно з церковними канонами та положеннями статуту про управління церкви. До обов'язків настоятеля належить:
- керівництво причтом у виконанні ним богослужбових та пастирських обов'язків;
- нагляд за належним станом храму, за його начинням та вбранням, а також за наявністю всього необхідного для здійснення богослужінь відповідно до вимог богослужбового Уставу та вказівок священноначалія;
- турбота про правильне та благоговійне читання і спів у храмі;
- турбота про виконання вказівок єпархіального архієрея;
- організація катихізаторської, благодійної, церковно-суспільної, виробничої, господарської, освітньої, просвітницької та іншої діяльності парафії;
- скликання Парафіяльних зборів та головування на них;
- за наявності достатніх підстав, призупинення виконання рішень Парафіяльних зборів та Парафіяльної ради з віронавчальних, канонічних, богослужбових або господарчих питань з їх подальшим переданням на розгляд єпархіальному архієрею;
- нагляд за втіленням у життя рішень Парафіяльних зборів та за роботою Парафіяльної Ради;
- подання єпархіальному архієреєві безпосередньо або через благочинного щорічних звітів про стан парафії та про свою діяльність;
- ведення офіційного церковного листування;
- ведення богослужбового журналу та зберігання парафіяльного архіву;
- видача свідоцтв про хрещення та шлюб;
- представлення інтересів парафії перед органами державної влади, місцевого самоврядування та суду.

### Відпустки
Настоятель може отримати відпустку і на певний час залишити свою парафію тільки з дозволу єпархіальної влади.

## Настоятель монастиря
Настоятелем також йменується керівник чоловічого монастиря. Залежно від конфесії і розмірів монастиря розрізняють:
- Абат — настоятель християнського монастиря західної традиції, голова ченців.
- Ігумен — настоятель християнського монастиря східної традиції, голова ченців.
- Архімандрит — настоятель великого монастиря східної традиції